# Marcilloles
Marcilloles – miejscowość i gmina we Francji, w regionie Owernia-Rodan-Alpy, w departamencie Isère.
Według danych na rok 1990 gminę zamieszkiwało 719 osób, a gęstość zaludnienia wynosiła 76 osób/km² (wśród 2880 gmin regionu Rodan-Alpy Marcilloles plasuje się na 965. miejscu pod względem liczby ludności, natomiast pod względem powierzchni na miejscu 1163.).